# Hindi Wikipedia
De Hindi Wikipedia (Hindi: विकिपीडिया , Wikipīḍiyā) is een uitgave in de Hindi taal van de online encyclopedie Wikipedia.
De Hindi Wikipedia ging in juli 2003 van start.